# Tizoc
Tizoc ili Tizocicatzin (Tenochtitlán, o. 1450. - ?, 1486.), sedmi astečki car, tlatoani Tenochtitlana (1481. – 1486.). Upamćen je po kratkoj i neuspješnoj vladavini koja je vjerojatno završila tako što su ga pripadnici astečkog plemstva dali otrovati.
Bio je sin princa Tezozomoca, koji je bio sin cara Itzcoatla († 1440.) i Atotoztli II., kćeri cara Montezume I. († 1468.). Braća su mu bila car Axayacatl († 1481.) kojeg je naslijedio na prijestolju i Ahuitzotl koji ga je naslijedio 1486. godine.
Za vrijeme vladavine svoga brata, bio je zapovjednik astečkih vojnih snaga, ali se nikada nije osobito iskazao na toj dužnosti. Nakon bratove smrti, vijeće ga je izabralo za novoga vladara. Prema tradiciji, morao je povesti vojsku u tkz. krunidbeni rat, odnosno morao je napasti neko susjedno kraljevstvo kako bi pribavio zarobljenike potrebne za žrtveni ceremonijal tijekom krunidbe za novog vladara. Taj prvi sukob koji je poduzimao svaki novi vladar, trebao je poslužiti da se vidi vojno umijeće i sposobnost novoga vladara te da se na taj način uvidi smjer njegove vladavine. Tizoc je odlučio povesti vojnu kampanju protiv gradova Metztitlan i Itxmiquilpan na sjeveroistočnoj strani središnje meksičke doline. Kampanja se pokazala neuspješnom i to je bio samo prvi od niza poraza kojeg je doživjelo Astečko Carstvo pod njegovom vlašću.
Tijekom vladavina Tizoca, koji se pokazao kao slab vladar, Carstvo je bilo u krizi, pala mu je snaga i moć, što su iskoristili okolni narodi da se pobune protiv Carstva i astečke dominacije. U konačnici, astečko plemstvo je uz podršku Tizocova brata Ahuitzotla odlučilo stati na kraj slabljenju Carstva pa su vjerojatno otrovali Tizoca i na njegovo mjesto postavili njegova brata.

## Vanjske poveznice
- Tizoc - tenochtitlanfacts.com  Arhivirana inačica izvorne stranice od 7. rujna 2017. (Wayback Machine) (engl.)

| prethodnik Axayacatl | Astečki car (tlatoani Tenochtitlana) 1481. - 1486. | nasljednik Ahuitzotl |